# Timarcha kiesenwetteri
Timarcha kiesenwetteri is een keversoort uit de familie bladkevers (Chrysomelidae). De wetenschappelijke naam van de soort werd in 1879 gepubliceerd door Ernst Gustav Kraatz.